# 拉科查縣

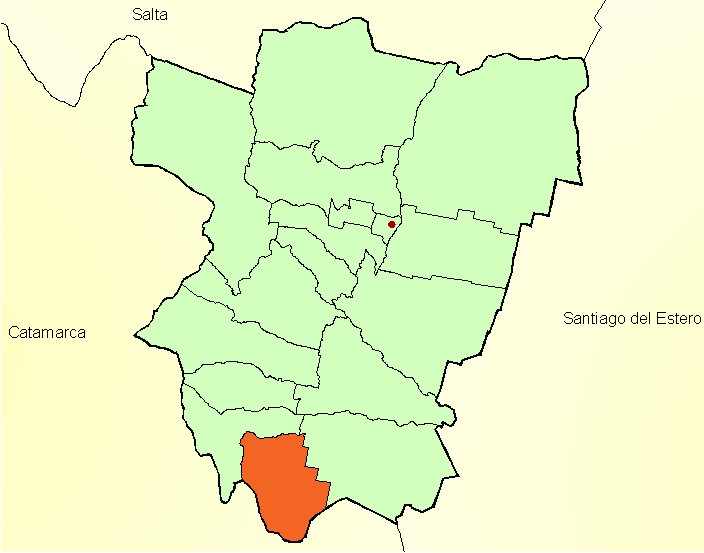

拉科查縣（西班牙語：Departamento La Cocha），是阿根廷的縣份，位於該國西北部圖庫曼省，首府設於拉科查，面積917平方公里，主要經濟活動是農業，2010年人口19,002，人口密度每平方公里20.72人。
27°46′16″S 65°35′08″W / 27.77111°S 65.58556°W